# نامه‌ای به جین
نامه‌ای به جِین (به فرانسوی: Lettre à Jane) با نام فرعی نامه‌ای به جین: تحقیق در مورد یک عکس  یک فیلم ۱۶ میلی‌متری کوتاه است ساخته ژان-لوک گدار و ژان-پیر گورین، با بازی  جین فوندا، گدار و گورین، محصول سال ۱۹۷۲. موضوع فیلم تحلیل ایدئولوژیک و نشانه‌شناسانه عکسی خبری از جین فونداست که طی بازدید از هانوی در زمان بمباران این شهر گرفته شد. نامه‌ای به جین آخرین همکاری مشترک گدار و گورین است.پرسش محوری فیلم این است: «نقش روشنفکران در انقلاب چیست؟» فیلم نامه‌ای به جین از تولیدات گروه ژیگا ورتوف و پی‌نوشتی بر فیلم مشترک قبلی گدار و گورین  است.

## درباره فیلم

عکس جین فوندا در ویتنام، اثر جوزف کرافت

فیلم نامه‌ای به جین تنها با استفاده از عکس و صدای روی تصویر ساخته شده‌است. در طول فیلم گدار و گورین نامه‌ای را خطاب به جین فوندا می‌خوانند. موضوع فیلم نقد و بررسی ایدئولوژیک و نشانه‌شناسانه عکسی از جین فوندا در ویتنام شمالی‌ست. عکس مورد بحث که در اوت ۱۹۷۲، روی جلد مجله فرانسوی اکسپرس منتشر شد، جین فوندا را در میان عده‌ای ویتنامی نشان می‌دهد. هنرپیشه در پیش‌زمینه قرار گرفته و رو به مردی دارد که صورتش زیر لبه کلاه پنهان شده. یک ویتنامی دیگر در پس‌زمینه ایستاده است. گدار و گورین هر یک به نوبت دربارهٔ عکس بحث می‌کنند و مفاهیم کنایی عکس را (از حالت صورت فوندا گرفته تا ناواضح بودن صورت ویتنامی‌ها و وضوح صورت فوندا) مطرح می‌کنند. کاری که گدار و گورین در این فیلم انجام می‌دهند بی‌شباهت به کار رولان بارت در کتاب اسطوره‌ها نیست. اگرچه گورین و گدار در یک کنفرانس خبری گفتند که مقصودشان حمله به شخص فوندا نبوده، اما شرارتی که در انتقاد از فوندا دیده می‌شود قابل کتمان نیست.